# Karol Semik (ur. 1953)
Karol Semik (ur. 13 sierpnia 1953 w Cieszynie) – polski nauczyciel i działacz oświatowy; w latach 2008–2014 Mazowiecki Kurator Oświaty, 2014–2020 wiceprezydent Radomia ds. edukacji i kultury.

## Wykształcenie
Absolwent studiów w Instytucie Fizyki Ciała Stałego Akademii Górniczo-Hutniczej w Krakowie, uzyskał dyplom z wyróżnieniem oraz Medal Staszica dla najlepszego absolwenta uczelni roku akademickiego 1976/77. Obronił wówczas pracę pt. „Analiza kinetyczna płynięcia i wielkości rozkładu nacisków przy kuciu w matrycy zamkniętej” pod kierunkiem prof. Piotra Wasiunyka.
Absolwent studiów podyplomowych z fizyki i astronomii na Uniwersytecie Warszawskim (1998) oraz studiów podyplomowych z zarządzania w oświacie na Akademii Ekonomicznej im. Karola Adamieckiego w Katowicach (2003). Uczestnik kursu językowego, zorganizowanego przez Instytut Goethego w Rothenburg ob der Tauber oraz 2 kursów doskonalących na AE w Katowicach.

## Działalność zawodowa
Po studiach rozpoczął pracę w Hucie Ostrowiec, uczył w przyzakładowej szkole zawodowej. Asystent i kierownik Laboratorium Przeróbki Plastycznej w Instytucie Budowy Maszyn Wyższej Szkoły Inżynierskiej im. Kazimierza Pułaskiego w Radomiu. Na uczelni pracował w latach 1978–1985. W 1981 uczestnik 49-dniowego strajku na tejże uczelni. Wicedyrektor w Zespole Szkół im. mjra Henryka Dobrzańskiego „Hubala” w Radomiu. Konsultant w radomskim Ośrodku Doskonalenia Nauczycieli.
W okresie 1991–2007 był dyrektorem VI Liceum Ogólnokształcącego im. Jana Kochanowskiego w Radomiu, najdłużej urzędującym dyrektorem w historii tej szkoły. Przyczynił się do utworzenia przy szkole Liceum Dwujęzycznego (z językiem niemieckim) w 1994, a także Publicznego Gimnazjum nr 23 w 2001, w których również pełnił funkcję dyrektora i gdzie uczył fizyki.
Przez ten czas VI Liceum utrzymywało się w pierwszej dziesiątce najlepszych szkół średnich w Polsce według Rankingu Edukacyjnego Szkół Średnich, organizowanego przez dziennik Rzeczpospolita i miesięcznik Perspektywy. Liceum kierowane przez Karola Semika najlepszą lokatę uzyskało w 2001, zajmując 1. miejsce na Mazowszu i 2. w całym kraju. Pomagał przy wydaniu książki „Ksiądz Roman Kotlarz – życie i działalność 1928–1976", recenzowanej m.in. przez prof. Andrzeja Paczkowskiego. W marcu 2002 w imieniu szkoły zawarł umowę patronacką z Uniwersytetem Marii Curie-Skłodowskiej, zaś w październiku 2006 – z Politechniką Warszawską. Jeden z 4 współprzewodniczących Porozumienia Szkół i Instytucji im. Jana Kochanowskiego (2005). Wiceprzewodniczący Komitetu Organizacyjnego Centralnych Zawodów XXXII Olimpiady Wiedzy Technicznej w Radomiu (2006). W kwietniu 2006 podczas happeningu upamiętniającego przedwojenne Gimnazjum Towarzystwa „Przyjaciół Wiedzy” w Radomiu – odtwórca roli dyrektora Henocha Hurwicza.
Członek jury Konkursu Nauczyciel Roku 2007. Podczas ogólnopolskiej inauguracji roku szkolnego 2007/2008 w VI Liceum Ogólnokształcącym im. Jana Kochanowskiego w Radomiu, w obecności ministrów prof. Ryszarda Legutki i Kazimierza M. Ujazdowskiego, otrzymał medal patrona szkoły.
W lutym 2008 wygrał konkurs na Mazowieckiego Kuratora Oświaty, zastępując na tym stanowisku Grzegorza Tyszkę. Członek Komitetu Honorowego X Festiwalu Nauki i Sztuki w Siedlcach (2008), Komitetu Honorowego Warszawskiego Salonu Maturzystów Perspektywy (2008, 2009) oraz Komitetu Honorowego XXXI Olimpiady Wiedzy Geodezyjnej i Kartograficznej w Żelechowie (2009).
Jeden z patronów honorowych V Targów Kół Naukowych i Organizacji Studenckich „Konik 2008" na Politechnice Warszawskiej, III Kongresu Pedagogów i Psychologów Szkolnych, X Ogólnopolskiego Konkursu Wiedzy Geologicznej (2009) i XVI Ogólnopolskiej Olimpiady Młodzieży w sportach halowych „Mazowsze 2010". Przewodniczący Komitetu Głównego Mazowieckiej Olimpiady Wiedzy Astronomicznej (2009). Członek Kapituły XV Warszawskiej Olimpiady Młodzieży Niepełnosprawnej. W lutym 2009 wraz z delegacją Kuratorium przebywał w Grodnie i Wołkowysku, m.in. na zaproszenie Konsulatu RP w Grodnie, Grodzieńskiego Uniwersytetu Państwowego im. Janki Kupały oraz Polskiej Macierzy Szkolnej na Białorusi.
Jeden z założycieli Fundacji Pomocy Liceum Kochanowskiego „Sapere Aude” w Radomiu, jeden z 15 członków założycieli Stowarzyszenia Kochanowszczak w 2004, członek Radomskiego Towarzystwa Naukowego i członek komitetu budowy pomnika Jana Kochanowskiego w Radomiu według projektu Jana Kucza. W 2009 współinicjator powołania Ogólnopolskiego Stowarzyszenia „Rodzina Szkół Chopinowskich” na bazie lokalnego stowarzyszenia o tej samej nazwie w Sochaczewie.
W latach 2011–2014 członek Komisji Wspólnej Rządu i Samorządu Terytorialnego przy Ministerstwie Administracji i Cyfryzacji. W latach 2015–2019 członek Kapituły do Spraw Profesorów Oświaty, a 2015-2017 jej przewodniczący.

## Działalność samorządowa
W latach 2014–2020 zastępca prezydenta Radomia ds. edukacji i kultury. W tym czasie również przewodniczący kapituły Radomskiej Nagrody Kulturalnej i Nagrody im. św. Kazimierza za promowanie historii regionu.
W wyborach samorządowych w 2014 r. został wybrany radnym Radomia jako bezpartyjny z listy Platformy Obywatelskiej, zrzekł się mandatu, bo przyjął stanowisko zastępcy prezydenta Radomia ds. edukacji i kultury.
W wyborach samorządowych w 2018 r. bezskutecznie ubiegał się o mandat radnego Radomia jako bezpartyjny z listy Komitetu Wyborczego Wyborców Radosława Witkowskiego Koalicja na rzecz Zmian. Mógł objąć mandat po Jerzym Zawodniku, wybranym na wiceprezydenta Radomia, ale tak jako on wybrał pozostanie w Kolegium Prezydenckim.

## Nagrody i odznaczenia
Odznaczony Złotym Krzyżem Zasługi (1995), Medalem Komisji Edukacji Narodowej (2001), Srebrną Odznaką „Za zasługi dla Sportu” (2006), Brązowym Medalem „Za Zasługi dla Policji” (2010), Złotym Medalem za Długoletnią Służbę (2010), Srebrnym Krzyżem Za Zasługi dla ZHP (2012), Medalem Pro Memoria (2012) i Srebrną Odznaką Za zasługi w pracy penitencjarnej (2014).
Wielokrotnie nagradzany przez Prezydenta Miasta Radomia oraz Kuratora Oświaty w Radomiu. Trzykrotny laureat nagrody Ministra Edukacji Narodowej (1994, 1999, 2000). Otrzymał również Medal 50-lecia NOT w Radomiu (2001), Złotą Honorową Odznakę Polskiego Związku Stowarzyszeń Wynalazców i Racjonalizatorów (2002), Srebrną Honorową Odznakę NOT (2006), Medal „Za Zasługi dla TWP”, Medal 90-lecia praw miejskich Wołomina (2009), Medal 50-lecia szkół Zakładów Doskonalenia Zawodowego (2009) i statuetkę Radomski Laur Techniki NOT (2018).
Honorowy obywatel gminy Staroźreby koło Płocka (2010). Odznaczony przez Prezydenta Radomia Medalem Bene Merenti Civitas Radomiensis (2021).